# Elecciones generales de Mónaco de 2018
La elección general de Mónaco fue realizada el 11 de febrero de 2018.

## Sistema electoral
Los votantes pueden elegir una lista de partidos o elegir candidatos de varias listas ("panachage") para los 24 escaños. Los 16 candidatos con más votos son elegidos (con el candidato más viejo rompiendo posibles empates en los votos). Los otros ocho escaños se eligen de las listas de acuerdo con el sistema de representación proporcional para los partidos que tienen al menos el cinco por ciento de los votos.

## Resultados
|                   | Primo ! Priorité Monaco (PM) | 63 806  | 57.71 | 21/24 | Nuevo |  |  |  |  |  |
|                   | Horizon Monaco (HM)          | 28 858  | 26.10 | 2/24  | 18    |  |  |  |  |  |
|                   | Union monégasque (UM)        | 17 895  | 16.19 | 1/24  | 2     |  |  |  |  |  |
| Total             | Total                        | 110 559 | 100   | 24    |       |  |  |  |  |  |
| Votos emitidos    | Votos emitidos               | 4 824   | 94.61 |       |       |  |  |  |  |  |
| Votos en blanco   | Votos en blanco              | 100     | 1.96  |       |       |  |  |  |  |  |
| Votos inválidos   | Votos inválidos              | 175     | 3.43  |       |       |  |  |  |  |  |
| Total de votantes | Total de votantes            | 5 097   | 100   |       |       |  |  |  |  |  |
| Abstenciones      | Abstenciones                 | 2 148   | 29.65 |       |       |  |  |  |  |  |
| Participación     | Participación                | 7 245   | 70.35 |       |       |  |  |  |  |  |